# 2019년 오스트리아 국민의회 선거
2019년 오스트리아 국민의회 선거는 2019년 9월 29일 치러진 오스트리아의 조기총선이다. 선거에 참여하는 주요 정당은 오스트리아 국민당, 오스트리아 사회민주당, 오스트리아 자유당 등이 있다. 이 선거는 이비사 추문으로 인한 하인츠크리스티안 슈트라헤 부총리의 사임과 국민당과 자유당 연정의 붕괴로 이어지면서 제바스티안 쿠르츠 총리가 조기총선을 실시한 선거다.

## 선거 배경
2017년 선거로 인해 기존의 집권 여당이었던 사회민주당은 야당이 되었을 뿐더러, 지지율도 극우정당인 자유당에 밀리는 실정이 되어 역대 최악의 위기를 맞았다. 또한 오스트리아 국민당과 자유당이 연정하여 사회민주당은 최악의 선거 배경속에서 선거를 치러야 할 예정이다. 좌익 포퓰리즘 세력인 페터 필츠당과, 생태주의 정당인 녹색당이 봉쇄조항을 넘지 못할 것이라는 예측도 있어 사실상 2019년 선거에서 사민당은 유일한 좌익정당으로 남게 될 가능성이 크다.
한편 국민당의 제바스티안 쿠르츠는 자유당과 연정해 젊은 총리 이미지를 추구해 국민당 지지율을 올리고 있다.

### 이비사 추문과 조기총선 실시
2019년 5월 17일, 언론사 슈피겔은 2017년 총선 직전 스페인에서 촬영된 비디오 테이프를 발견했는데, 그 내용은 충격적이었다. 비디오에는 2명의 러시아인과 자유당의 대표 하인츠크리스티안 슈트라헤가 등장하는데, 슈트라헤는 블라디미르 푸틴과 이스라엘 정치인과 일종의 거래를 하고 있다고 밝혔다. 자유당이 여당이 된다면 푸틴의 지원을 받는 대신 친-동구권적 정책을 지지할 것이며, 또한 목적 달성을 위해 오르반 빅토르 수준의 언론 통제를 감안하고있다고 말해 오스트리아 정치계에 충격을 줬다. 결국 오스트리아 전국 각지에서 슈트라헤 부총리의 사퇴를 요구하는 대규모 시위가 열렸다. 5월 18일 12시, 슈트라헤는 부총리에서 사퇴하였으나 여전히 내각에 대한 불신임이 큰 상황이었다. 결국 총리 제바스티안 쿠르츠는 국민의 의사에 따라 조기총선을 실시한다고 밝혔다.

## 결과
| 정당명 | 정당명 | 정당명                                                       | 이념                      | 지도자                    | 2017년 결과 | 2017년 결과 | 2019년 결과 | 2019년 결과 | 2019년 결과 |
| 정당명 | 정당명 | 정당명                                                       | 이념                      | 지도자                    | 득표율      | 의석        | 득표율      | 의석        | +/-         |
| ------ | ------ | ------------------------------------------------------------ | ------------------------- | ------------------------- | ----------- | ----------- | ----------- | ----------- | ----------- |
|        | ÖVP    | 오스트리아 국민당 Österreichische Volkspartei                | 기독교민주주의            | 제바스티안 쿠르츠         | 31.5%       | 62 / 183    | 37.5%       | 71 / 183    | 9석         |
|        | SPÖ    | 오스트리아 사회민주당 Sozialdemokratische Partei Österreichs | 사회민주주의              | 파멜라 렌디바그너         | 26.9%       | 52 / 183    | 21.2%       | 40 / 183    | 12석        |
|        | FPÖ    | 오스트리아 자유당 Freiheitliche Partei Österreichs           | 우익대중주의 유럽회의주의 | 하인츠크리스티안 슈트라헤 | 26.0%       | 51 / 183    | 16.2%       | 31 / 183    | 20석        |
|        | NEOS   | NEOS NEOS – Das Neue Österreich und Liberales Forum          | 자유주의                  | 베아테 라이징어           | 5.3%        | 10 / 183    | 8.1%        | 15 / 183    | 5석         |
|        | NOW    | 페터 필츠당 JETZT                                            | 좌익대중주의 녹색정치     | 마리아 스테른             | 4.4%        | 8 / 183     | 1.9%        | 0 / 183     | 8석         |
|        | Grüne  | 녹색 - 녹색 대안 Die Grünen – Die Grüne Alternative          | 녹색정치                  | 베르너 코글러             | 3.8%        | 0 / 183     | 13.9%       | 26 / 183    | 26석        |

|                                                         |                                |           |       |        |     |  |  |
| 정당                                                    | 정당                           | 득표수    | %     | 의석수 | +/- |  |  |
|                                                         | 오스트리아 국민당              | 1,789,417 | 37.46 | 71     | +9  |  |  |
|                                                         | 오스트리아 사회민주당          | 1,011,868 | 21.18 | 40     | –12 |  |  |
|                                                         | 오스트리아 자유당              | 772,666   | 16.17 | 31     | –20 |  |  |
|                                                         | 녹색 - 녹색 대안               | 664,055   | 13.90 | 26     | +26 |  |  |
|                                                         | NEOS - 신오스트리아와 자유포럼 | 387,124   | 8.10  | 15     | +5  |  |  |
|                                                         | 페터 필츠당                    | 89,169    | 1.87  | 0      | –8  |  |  |
|                                                         | 오스트리아 공산당              | 32,736    | 0.69  | 0      | 0   |  |  |
|                                                         | 변화                           | 22,168    | 0.46  | 0      | New |  |  |
|                                                         | 오스트리아 비어당              | 4,946     | 0.10  | 0      | New |  |  |
|                                                         | 내 표를 계산해 주세요!         | 1,767     | 0.04  | 0      | 0   |  |  |
|                                                         | 오스트리아 미래 동맹           | 760       | 0.02  | 0      | 0   |  |  |
|                                                         | 사회주의 좌파당                | 310       | 0.01  | 0      | 0   |  |  |
|                                                         | 오스트리아 기독당              | 260       | 0.01  | 0      | 0   |  |  |
| 무효/기권                                               | 무효/기권                      | 58,223    | –     | –      | –   |  |  |
| 합계                                                    | 합계                           | 4,835,469 | 100   | 183    | 0   |  |  |
| 등록 유권자/투표율                                      | 등록 유권자/투표율             | 6,396,802 | 75.59 | –      | –   |  |  |
| 출처: 오스트리아 내무부 보관됨 2019-10-22 - 웨이백 머신 |                                |           |       |        |     |  |  |

### 지역별 결과
| 연방주                                                  | 국민 | 사민 | 자유 | 녹색 | 포럼 | 필츠당 | 공산 | 변화 | 기타 | 투표율 |
| ------------------------------------------------------- | ---- | ---- | ---- | ---- | ---- | ------ | ---- | ---- | ---- | ------ |
| 부르겐란트주                                            | 38.3 | 29.4 | 17.3 | 8.1  | 4.9  | 1.3    | 0.4  | 0.3  | 0.1  | 81.4   |
| 케른텐주                                                | 34.9 | 26.2 | 19.8 | 9.5  | 6.8  | 1.7    | 0.5  | 0.4  | 0.2  | 72.4   |
| 니더외스터라이히주                                      | 42.3 | 19.9 | 16.4 | 11.0 | 7.7  | 1.7    | 0.5  | 0.5  | 0.0  | 80.6   |
| 오버외스터라이히주                                      | 36.8 | 22.1 | 17.5 | 13.7 | 7.3  | 1.5    | 0.6  | 0.5  | 0.0  | 77.7   |
| 잘츠부르크주                                            | 46.4 | 16.4 | 13.7 | 12.6 | 8.4  | 1.4    | 0.6  | 0.5  | 0.0  | 76.4   |
| 슈타이어마르크주                                        | 38.9 | 19.2 | 18.5 | 13.0 | 7.1  | 1.7    | 1.3  | 0.4  | 0.0  | 74.8   |
| 티롤주                                                  | 45.8 | 13.0 | 14.7 | 14.7 | 8.9  | 1.7    | 0.6  | 0.4  | 0.2  | 71.8   |
| 포어아를베르크주                                        | 36.6 | 13.1 | 14.7 | 18.1 | 13.6 | 2.1    | 0.5  | 0.8  | 0.4  | 67.7   |
| 빈                                                      | 24.6 | 27.1 | 12.8 | 20.7 | 9.9  | 3.0    | 0.8  | 0.5  | 0.6  | 72.0   |
| 오스트리아                                              | 37.5 | 21.2 | 16.2 | 13.9 | 8.1  | 1.9    | 0.7  | 0.5  | 0.1  | 75.6   |
| 출처: 오스트리아 내무부 보관됨 2019-10-22 - 웨이백 머신 |      |      |      |      |      |        |      |      |      |        |